# چارووینا
چارووینا (به صربی: Čarovina) یک روستا در صربستان است که در توتین، صربستان واقع شده‌است. چارووینا ۲۳۸ نفر جمعیت دارد.